# Roman Mohr
Roman Mohr est un gardien de but international autrichien de rink hockey. Il évolue actuellement au sein du RHC Wolfurt.

## Palmarès
En 2015, il participe au championnat du monde de rink hockey en France.